# Protoariciella subuluncinata
Protoariciella subuluncinata är en ringmaskart som beskrevs av Hartmann-Schröder 1974. Protoariciella subuluncinata ingår i släktet Protoariciella och familjen Orbiniidae. Inga underarter finns listade i Catalogue of Life.